# ABB ALP-44
ABB ALP-44 – lokomotywa elektryczna produkowana przez szwedzką firmę Asea Brown Boveri w latach 1990-1996. Używana przez amerykańskie firmy New Jersey Transit i SEPTA.

## Historia
ALP-44 została zaprojektowany dla New Jersey Transit i jest wersją lokomotywy EMD AEM-7 wykorzystywanej przez Amtrak, MARC, i SEPTA. Oba typy lokomotyw oparte są na szwedzkich lokomotywach ASEA Rc, AEM-7 na Rc-4, ALP-44 na Rc-6
Pierwsze lokomotywy ALP-44 zostały dostarczone firmie New Jersey Transit w 1990 roku. Miały one numery od 4400 do 4414. Druga partia dostarczona w 1995 roku składała się z pięciu lokomotyw o numerach 4415 do 4419. Ostatnia partia składała się z lokomotyw ALP-44M (wyposażonych w komputer kontrolujących proces hamowania) o numerach od 4420 do 4431 i została dostarczona w 1996 roku.
SEPTA otrzymała pojedynczą lokomotywę ALP-44M w ramach odszkodowania za opóźnienie dostaw autobusów szynowych dla wchodzącego w skład SEPTA przedsiębiorstwa Norristown High Speed Line. ABB przekazało SEPTA ALP-44M, zamiast lokomotywy typu AEM-7.